# Gymnopilus pseudofulgens
Gymnopilus pseudofulgens là một loài nấm thuộc họ Cortinariaceae.